# イムーブル・クラルテ

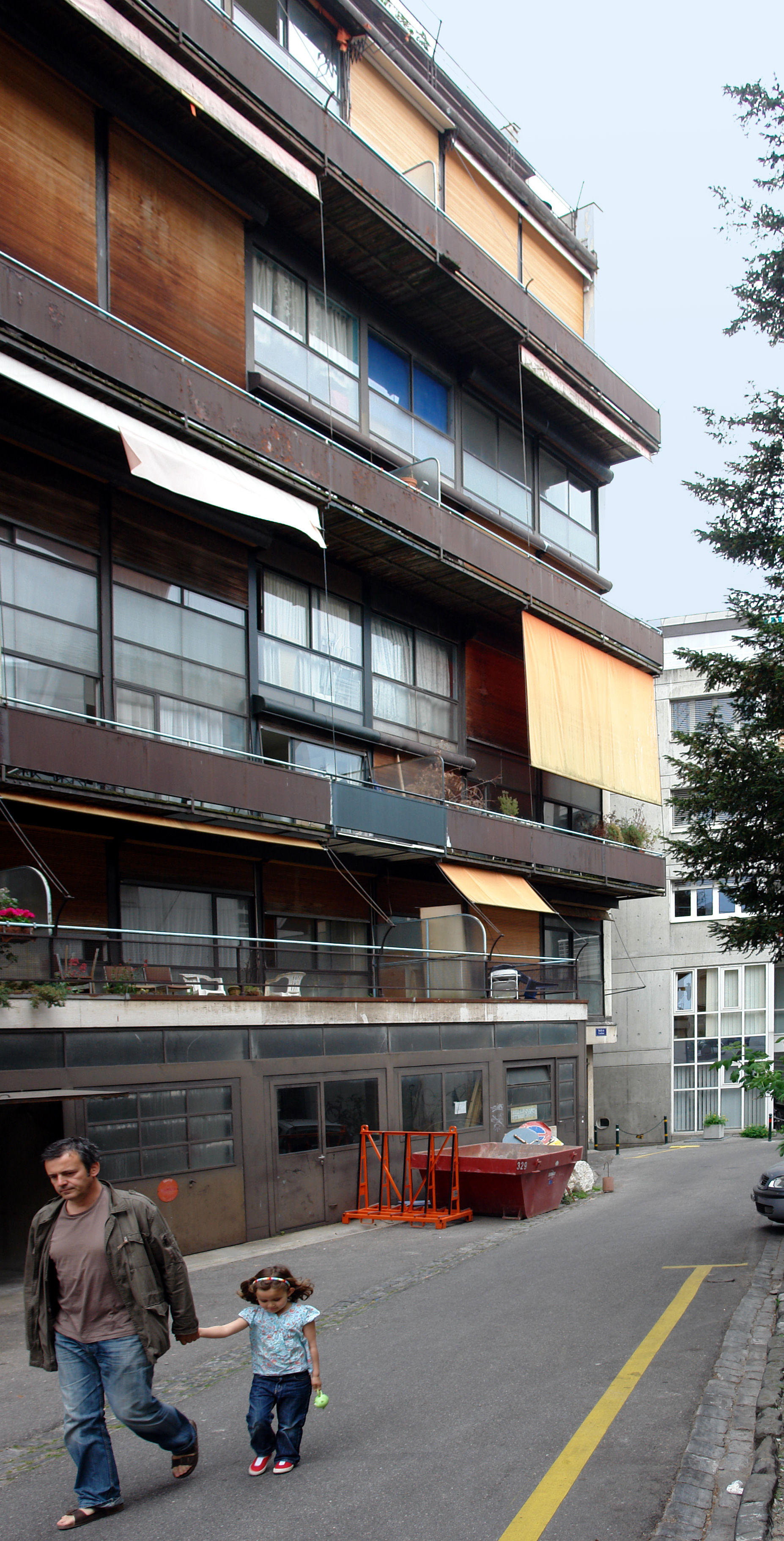
南側（2008年、改修前）

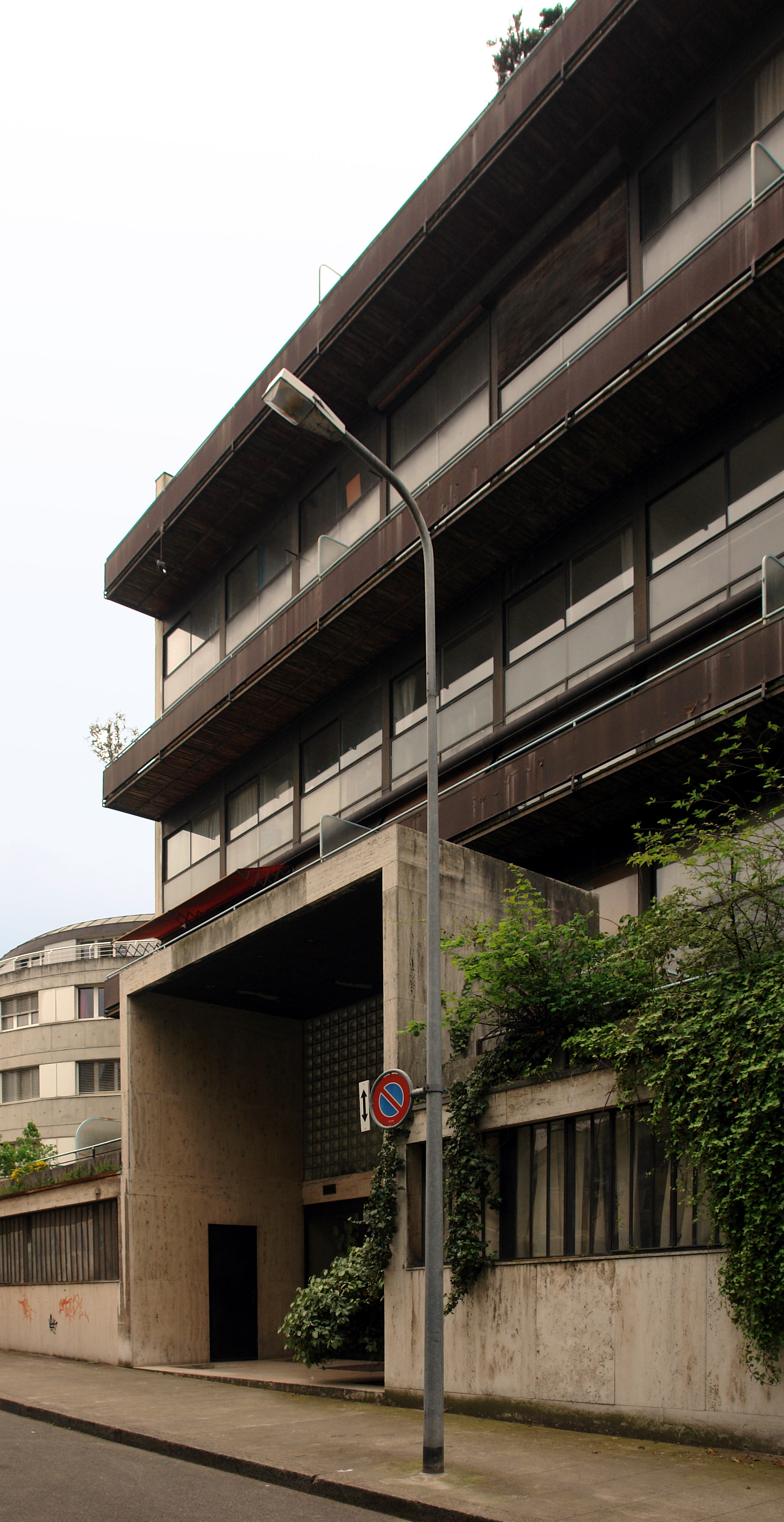
入り口のうちの1つがある湖畔側のファサード

イムーブル・クラルテ（フランス語: Immeuble Clarté）はスイスのジュネーヴに建設された集合住宅。ル・コルビュジエの設計で1930年から1932年にかけて造られた。

## 名称
「イムーブル（immeuble）」とはフランス語で「大きな建物」の意味なので、和訳してクラルテ集合住宅とも呼ばれる。なおクラルテ（Clarté）とは「明るさ、透明さ」を表しているが、これは外装や内部の階段がガラスでできていて採光性が高いことに由来する。

## 歴史
設計を依頼したのはスイスの実業家エドモン・ヴァネールであった。彼は建築請負業者でもあったため、鉄骨構造に必要な溶接技術の質を担保することができた。そこで当時名の通った建築家であるル・コルビュジエに設計を依頼したのであった。ル・コルビュジエとしては初めての手がけたアパートだった。
当時の鉄骨構造の建築物の中で流行していたデュプレックスとなっており、さらにモジュール化建築や連窓、連続生産といった要素は近代建築国際会議（CIAM）の方針に則ったものであった。CIAMとはル・コルビュジエが1928年に共同設立した近代建築に関する国際会議で、少なくとも1950年代までには住宅建築を近代建築の原型へと昇華させたと評価されているが、一方でその機能性を重視するあり方は後世に批判されているものである。
戦後は何度か消失の危機が迫ったが、修繕を重ねて保護されてきた歴史がある。1960年代にはすでに解体が検討されるも、実行はされなかった。1970年代には初めて改修が行われたが、1980年代になると再び解体が検討された。一方で1986年には重要文化財にも指定され、保存の機運が高まった。21世紀に入ると2007年から2009年にかけて、インフラの修繕と1932年の竣工当時の姿への大規模な修復が行われ、2016年6月には世界遺産登録を果たした（後述）。

## 建築

### 立地
イムーブル・クラルテはジュネーヴ市中心部の端に位置し、レマン湖の景色を望むことができる。

### 建築
『輝く都市』にも見られような可動する仕切り壁やビルトインの家具などを備えている。また、依頼者ヴァネールの協力で、この建物は初めてスチール・フレームが採用された。さらに、旧市街のレイアウトに適合するよう、小さな路地を形成している一階部分からは、ほぼ同時期に建設されたスイス学生会館（Pavillon Suisse）や救世軍難民院（Cité de Refuge）にも見られるような急進性を見てとることが出来る。
全部で48部屋あり、附属施設として医務室や事務室、また半円形の本館にはレストランもある。二階ごとに外部に突き出た天井は広々としたバルコニーの役割を果たしており、またガラス張りの南側には陽射しをさえぎるための赤いブラインドが付けられていたが、ル・コルビュジエ自身は後に、この恒常的なブラインドをブリーズ・ソレイユの淵源のひとつとして挙げた。

## 評価
イムーブル・クラルテはル・コルビュジエが集合住宅におけるモダニズム建築の原則を打ち立て、後のユニテ・ダビタシオン建設へとつながる重要な初期の計画であると評価される。また集合住宅のプレファブ化につながり、第二次世界大戦後に住居を大量に供給する必要が生じた際に向けて影響が大きかったともされる。実際、2009年の世界遺産推薦時は「集合住宅」に分類され、構成資産としては「最小限住宅のアーキタイプ」という点が評価された。

## 世界遺産
2004年12月、スイスにある4件のル・コルビュジエによる建築物が、ユネスコの世界遺産暫定リストに登録された。このイムーブル・クラルテに加えて、ジャンヌレ=ペレ邸やシュウォブ邸、レマン湖畔の小さな家などが推薦されていた。
2008年1月にフランスの文化省主導で、ル・コルビュジエ建築の世界遺産リスト登録を推薦する書類が作成された。署名は当時の文化・コミュニケーション大臣クリスティーヌ・アルバネルがユネスコとル・コルビュジエ財団の担当者立ち合いのもと行った。「ル・コルビュジエの建築と都市計画」（フランス語: Œuvre urbaine et architecturale de Le Corbusier）と題され、アルゼンチン、ベルギー、ドイツ、フランス、インド、日本、スイスの７カ国にある23件（うちスイスは4件）の建築物及び都市計画が含まれていた。しかし2009年の第33回世界遺産委員会では登録は見送りという結果に終わった。再立候補には積極的であったが、委員会は2012年までの見直しを提案した。
これに伴って、2011年1月には19件に絞り込まれた新しいリストが提出された。スイスでは4件のうちシュウォブ邸が除外され、3件の立候補となった。しかし、この再推薦も2011年の第35回世界遺産委員会では過半数の賛同をえられず、登録は見送られた。当時はル・コルビュジエ作品が実際、世界的に重要であるのかどうかさえ明らかではなかった。
2015年に再々推薦を行った段階では各国合わせて17件がリストアップされていた。この3回目の推薦では2016年にICOMOSから「登録」勧告を受け、第40回世界遺産委員会で「ル・コルビュジエの建築作品-近代建築運動への顕著な貢献-」（フランス語: L’œuvre architecturale de Le Corbusier, une contribution exceptionnelle au Mouvement Moderne）として正式に世界遺産に登録された。